# Canh Tân, Cao Bằng
Canh Tân là một xã thuộc tỉnh Cao Bằng, Việt Nam.

## Địa lý
Xã Canh Tân nằm ở phía tây bắc huyện Thạch An, có vị trí địa lý:
- Phía đông giáp xã Kim Đồng
- Phía tây giáp xã Minh Khai
- Phía nam giáp xã Đức Thông
- Phía bắc giáp huyện Hòa An.

Xã Canh Tân có diện tích 61,50 km², dân số năm 2019 là 2.095 người, mật độ dân số đạt 34 người/km².
Trên địa bàn xã có một số ngọn núi như khau Đoóc, Khuổi Hăm, Khuổi Thôm, Nà Cốc, Quân, Pác Mười, khai Pi, khau Rấu. Các dòng suối chảy trên địa bàn xã là suối Nà Mặn và suối Nà Chang. Tỉnh lộ 209 chạy qua phần tây bắc của xã.

## Lịch sử
Sau năm 1975, Canh Tân là một xã thuộc huyện Thạch An.
Đến năm 2019, xã Canh Tân được chia thành 13 xóm: Kéo Ngoọng, Khau Xả, Khuổi Hoỏng, Khuổi Mjầu, Nà Áng, Pác Mjải, Pác Pẻn, Nà Chang Phai Sliếng, Đông Muổng, Tân Hòa, Nà Chia, Nà Cốc, Khuổi Mả.
Ngày 9 tháng 9 năm 2019, Hội đồng Nhân dân tỉnh Cao Bằng ban hành Nghị quyết số 27/NQ-HĐND về việc:
- Sáp nhập xóm Khuổi Hoỏng và một phần xóm Khuổi Mả thành xóm Tân Hồng
- Sáp nhập hai xóm Nà Chang Phai Sliếng, Nà Chia và phần còn lại của xóm Khuổi Mả thành xóm Tân Tiến
- Sáp nhập hai xóm Khuổi Mjầu và Pác Mjải thành xóm Tân Hợp
- Sáp nhập xóm Nà Cốc và một phần của ba xóm Khau Xả, Nà Áng, Đông Muổng thành xóm Tân Thành
- Sáp nhập xóm Kéo Ngoọng và phần còn lại của xóm Khau Xả vào xóm Tân Hòa
- Sáp nhập xóm Pác Pẻn và phần còn lại của hai xóm Nà Áng, Đông Muổng thành xóm Tân Cương.

## Hành chính
Xã Canh Tân được chia thành 6 xóm: Tân Cương, Tân Hòa, Tân Hồng, Tân Hợp, Tân Thành, Tân Tiến.